# BarCamp
BarCamp là một hoạt động của giới công nghệ (chủ yếu là công nghệ web) diễn ra dưới hình thức là một buổi trò chuyện. Mục đích chung nhằm thu hút những người năng động thích công nghệ cùng nhau trò chuyện... Giống như Seminar, BarCamp lấy người trò chuyện làm trung tâm, nó hầu như không có kịch bản hoặc nội dung được dựng sẵn.
Các BarCamp đầu tiên trên thế giới tập trung vào các ứng dụng web trong giai đoạn đầu, và có liên quan đến công nghệ nguồn mở, phần mềm xã hội, và các định dạng dữ liệu mở. Dần dần, mô hình này được sử dụng cho các hoạt động khác như giao thông công cộng, chăm sóc sức khỏa, giáo dục và cả trong những tổ chức chính trị. Nó cũng được điều chỉnh để sử dụng cho các hoạt động của các ngành như ngân hàng, bất động sản và các phương tiện truyền thông xã hội.

## Lịch sử
Tên gọi BarCamp phát sinh từ Foo Camp - một sự kiện đóng được tổ chức hàng năm bởi Tim O'Reilly.
BarCamp đầu tiên được tổ chức tại Palo Alto, California, từ ngày 19 đến 21 tháng 8 năm 2005, trong các văn phòng của Socialtext. Nó đã được tổ chức trong vòng chưa đầy một tuần, kể từ khi lên ý tưởng cho đến khi sự kiện diễn ra, với 200 người tham dự.
Kể từ đó, BarCamps đã được tổ chức tại hơn 350 thành phố trên thế giới, từ Bắc Mỹ, Nam Mỹ, Châu Phi, Châu Âu, Trung Đông, Úc cho tới châu Á.
Tại Việt Nam, Barcamp Sài Gòn (2008, 2012) và Barcamp Hà Nội (2009, 2012) cũng đã được tổ chức. Theo mô hình Barcamp, tại Việt Nam cũng đã có WebCamp và Mobile Dev Camp diễn ra tại Sài Gòn trong năm 2009.